# Teguder
Teguder (em russo: Тегудер; romaniz.: Teguder) ou Tecuder (em mongol: Тэкүдэр; romaniz.: Teküder), nascido Amade Teguder, foi o ilcã do Ilcanato entre 1282 a 1284. Era filho de Hulagu Cã e irmão de Abaca. 
Nascido cristão nestoriano, seu nome original era Teguder, mas, ao converter-se ao Islamismo passou a chamar-se Ahmed Teguder e, quando assumiu o trono, em 1282, transformou o Ilcanato em sultanato. Foi sucedido por seu sobrinho Argum Cã. 
O ilcã foi acusado por seu sucessor de ter transgredido a lei mongol, por sua conversão ao Islã. Entretanto, a fé muçulmana de Ahmed não parece ter dado origem a uma política anticristã. Há testemunhos de sua extraordinária liberalidade em relação às igrejas cristãs. A perseguição a que se referem alguns cronistas parece ter sido sobretudo dirigida contra os partidários de seu sobrinho e rival, Argum As insurreições durante seu reinado devem, portanto, ser atribuídos não à religião mas à falta de energia de Ahmed para lidar com potenciais rivais, tais como seu sobrinho e seu irmão.
O sobrinho Argum, governador de Coração, era budista e acabou por aglutinar os budistas e cristãos em torno dele, procurando o apoio de Cublai Cã, imperador da Dinastia Iuã, contra o tio. Não recebeu ajuda, mas mesmo assim declarou guerra a Teguder. Este procurou ajuda do Sultanato Mameluco do Cairo, também sem sucesso. Com apenas um pequeno exército, Teguder acabou sendo vencido pelas tropas bem mais numerosas de Argum, e foi executado em 10 de agosto de 1284.